# Æ (ligatuur)

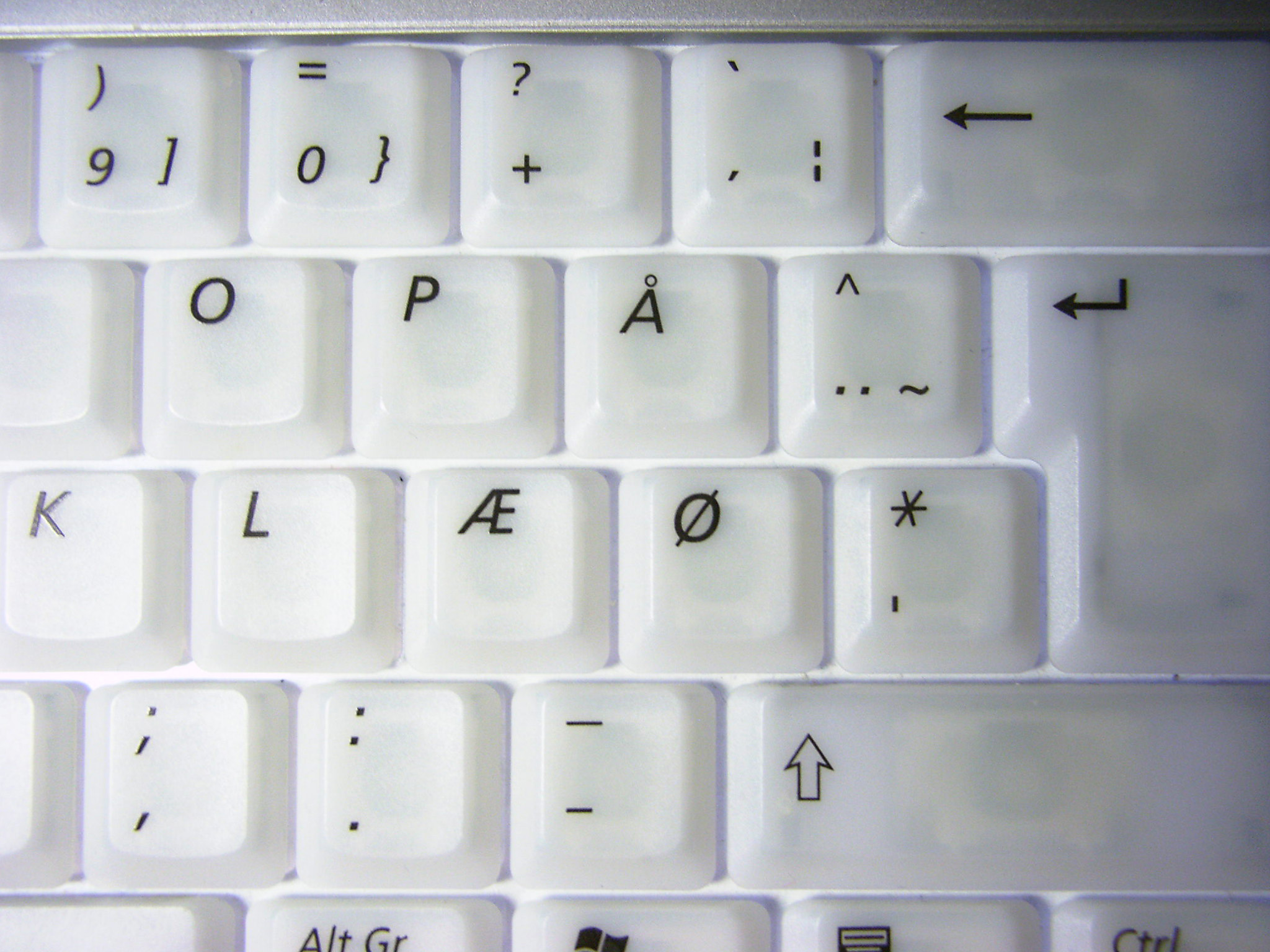
Æ op een Deens toetsenbord

"Æ", of "æ", is een klinker en een grafeem gebruikt in het Deens, Faeröers, Fries, IJslands, Noors, Ossetisch en Schots. Het teken werd ook gebruikt in het Oudengels, in middeleeuws en vroegmodern Latijn en in het Frans.
Het (Brits-)Engels bevat nog steeds enkele woorden die met een æ gespeld kunnen worden, zoals encyclopædia of dæmon, maar dit is grotendeels in onbruik geraakt.
De oorsprong van de letter is een ligatuur van AE.
In het IJslands staat de Æ voor de tweeklank (IPA [ai]). Hetzelfde geldt voor de zogenaamde lange Æ in het Faeröers (IPA [ɛa]), terwijl de korte Æ een eenvoudige [a] is. In het Deens en het Noors staat Æ voor een eenvoudige klinker, namelijk IPA [ɛ] respectievelijk [a]. In het alfabet van deze talen geldt Æ als een aparte letter, alfabetisch na de Z. Hetzelfde foneem wordt in het Zweeds weergegeven door de Ä (ook een aparte letter), en in het Duits eveneens (geen aparte letter).
In het Oudengels werd de æ gebruikt voor een klank tussen de Engelse "A" en "E", (IPA [æ]), vergelijkbaar met de korte "A" in cat in veel dialecten van modern Engels. In deze context is de naam van de letter Æsc (Ash in hedendaags Engels, wat es betekent), naar de naam van de corresponderende rune in het Angelsaksische Futhark.
In het Ossetisch wordt de letter gebruikt sinds het eerste Ossetisch-Cyrillische alfabet. De letter is ook gebruikt in het Latijnse alfabet, tijdens de korte periode van 1923-1938 dat dit schrift werd gebruikt.
In klassiek Latijn staat de combinatie voor de tweeklank (IPA [ae̯]) die vergelijkbaar was met een lange "aai" in het Nederlands. Deze combinatie werd gebruikt zowel voor inheemse woorden die vóór de 2e eeuw v.Chr. met "ai" werden gespeld als voor Griekse leenwoorden met de tweeklank "ai" ("αι"). Zowel in de oudheid als tegenwoordig is het gebruikelijk de letters los van elkaar te schrijven, maar de ligatuur werd in middeleeuwse en vroegmoderne geschriften wel gebruikt, deels omdat de "Æ" in laat-Latijn was teruggebracht tot een eenvoudige lange klinker (IPA [eː]). In sommige middeleeuwse geschriften werd de ligatuur wel vereenvoudigd tot een "e-caudata", de letter e met een naar rechts hangend "staartje": ę. Deze vorm werd later vereenvoudigd tot een eenvoudige "e", een ontwikkeling die misschien verband houdt met de verandering van de uitspraak.
De Æ wordt in het Nederlands uitgesproken als een lange 'e'-klank, bijvoorbeeld in 'fee', zoals in de namen Phaedra of Laetitia of als een lange 'a', zoals in namen als Maerten, die dan wordt uitgesproken als 'Maarten'.

## Internationaal Fonetische Alfabet
Het symbool [æ] (altijd als kleine letter) wordt in het Internationale Fonetische Alfabet gebruikt om de klank van dezelfde oud-Engelse letter aan te geven, die overeenkomt met de a in het hedendaags-Engelse cat.

## Gebruik met computers
- Op het Amerikaans-internationale toetsenbord, dat in Nederland gebruikt wordt, kan de æ met de combinatie rechter-ALT + z en de Æ met linker-SHIFT + rechter-ALT + z worden getypt.
- Op Deense, Faeröerse, IJslandse en Noorse toetsenborden heeft de æ een aparte toets.
- HTML gebruikt de codes &AElig; en &aelig; voor respectievelijk Æ en æ.
- In de Unicode-tekenset zijn de codes voor Æ en æ respectievelijk 00C6 en 00E6.
- De ASCII-code is ALT+146 voor de grote ligatuur Æ en ALT+145 voor de kleine ligatuur æ.
- Op Linux met het X Window System kan de æ ingevoerd worden met Compose+a+e en Compose+A+E.